# Marcellus Stearns

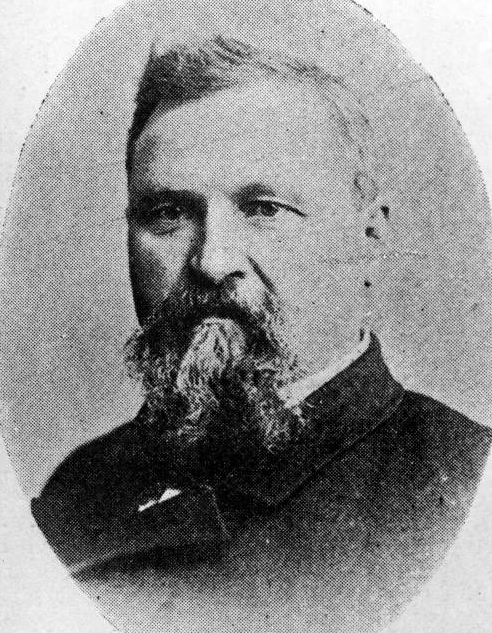
Marcellus Stearns

 Marcellus Lovejoy Stearns (* 29. April 1839 in Lovell, Maine; † 8. Dezember 1891 in Palatine Bridge, New York) war ein US-amerikanischer Politiker und von 1874 bis 1877 der 11. Gouverneur des Bundesstaates Florida.

## Leben
Marcellus Stearns besuchte zwei Jahre lang das heutige Colby College. Er brach seine Ausbildung ab, um beim Ausbruch des Bürgerkrieges in die Unionsstreitkräfte einzutreten. Dort wurde er Major. In der Schlacht von Winchester verlor er einen Arm. Daraufhin war er für die kämpfende Truppe dienstunfähig. Die Armee genehmigte ihm ein Jurastudium. Danach wurde er nach Quincy in Florida in die militärische Verwaltung versetzt. Stearns blieb auch nach seinem Militärdienst in Florida und war 1868 Mitglied der Kommission zur Ausarbeitung einer neuen Landesverfassung. Zwischen 1868 und 1872 gehörte er dem Repräsentantenhaus von Florida an, ab 1869 war er dessen Präsident als Nachfolger von William W. Moore.
Im Jahr 1872 wurde der Republikaner Stearns zum Vizegouverneur von Florida gewählt. Als der amtierende Gouverneur Ossian B. Hart am 18. März 1873 an einer Lungenentzündung verstarb, beendete Stearns dessen Amtszeit. In seiner gewählten Amtszeit, die bis zum 2. Januar 1877 ging, verringerte er maßgeblich das Haushaltsdefizit und stabilisierte den Haushalt des Landes. Es gelang ihm vermutlich auch, die ersten Touristen in das Land zu locken. Maßgeblich versuchte er Jonathan Gibbs, den der verstorbene Gouverneur Hart als ersten Afroamerikaner zum Secretary of State ernannt hatte, aus dem Amt zu drängen. Aufgrund der Popularität von Gibbs scheiterte dieser Versuch. Im Jahr 1876 bemühte sich Stearns erfolglos um eine Wiederwahl. Er blieb bis zum Jahr 1967 der letzte Republikaner, der in Florida Gouverneur wurde.
Nach dem Ende seiner Amtszeit wurde er zwischen 1877 und 1880 US-Beauftragter im Staat Arkansas. 1887 wurde er Präsident der Iowa Atlantic National Bank. Stearns wurde in seinem Geburtsort in Maine beigesetzt.